# Paul Kalbeck
Paul Johannes Kalbeck (* 15. Juli 1884 in Obernigk, Kreis Trebnitz, Provinz Schlesien; † 5. November 1949 in Bern) war ein Schauspieler, Regisseur und Schriftsteller.

## Leben
Kalbeck war der Sohn des deutschen Musikschriftstellers Max Kalbeck. Sein Taufpate war Johannes Brahms. In Preußisch-Schlesien geboren, wuchs er in Wien auf. Er studierte ab 1905 am Konservatorium der Gesellschaft der Musikfreunde Schauspiel bei Alexander Roempler und Ferdinand Gregori. Engagements hatte Kalbeck ebenfalls ab 1905 in Meiningen und Kattowitz, aber auch in Bremen, Berlin und Dessau. Ab 1917 war Kalbeck auch als Regisseur tätig. Im Jahr 1916 heiratete er die Schauspielerin Helene Thimig, von der er bereits 1918 wieder geschieden wurde. 1919 heiratete er die Tochter des Industriellen Isidor Mautner, Marie.
Mit Helenes Bruder Hans Thimig gründete er 1923 die Neue Schule für dramatischen Unterricht, aus der 1929 das Reinhardt-Seminar hervorging. Von 1923 bis 1938 war Kalbeck auch Regisseur am Theater in der Josefstadt in Wien. Noch 1936 erhielt Kalbeck den Titel Professor, wurde aber nach dem Anschluss vom Theater entlassen. Während seine Frau nach England flüchtete, emigrierte er mit ihrem gemeinsamen Sohn Florian Kalbeck in die Schweiz.
Von der Schweiz aus versuchte er vergeblich ein Einreisevisum in die USA zu erlangen. 1942 wurde er Oberspielleiter in Bern. Nach dem Krieg kehrte er wieder als Gastregisseur an die Josefstadt zurück. 1949 wurde er noch Leiter des Schauspielseminars am Mozarteum in Salzburg. Im November starb er.